# Magglingen-Protokolle
Als Magglingen-Protokolle werden Enthüllungsberichte von acht Schweizer Athletinnen über Missbrauch in der Kunstturnen-Ausbildung am Nationalen Sportzentrum in Magglingen bezeichnet. Die Dokumente gelangten Ende Oktober 2020 an die Öffentlichkeit.

## Vorkommnisse und Bewertung
Die Athletinnen berichteten von systematischen Einschüchterungen, Erniedrigungen sowie psychischer und physischer Misshandlung in den Leistungslehrgängen mehrerer Sportarten. Der Sportpsychologe Hanspeter Gubelmann analysiert diese als „psychisch und/oder physisch“ verletzend, als „an psychischer Grausamkeit kaum zu überbietendes Machtgehabe eines völlig unfähigen, narzistischen Trainers“. Er definiert dies als Gaslighting.

## Konsequenzen
Der Geschäftsführer des Schweizerischen Turnverbandes (STV), Ruedi Hediger, erklärte bereits im November 2020 seinen Rücktritt. Dabei wurde in der Berner Zeitung das „systematische Versagen des STV in den letzten zwei Jahrzehnten“ thematisiert.
Der Trainer, Fabien Martin, der das Sportzentrum seit 2017 leitete, sowie seine Ehefrau Natalia Michailowa und sein Bruder, die gleichzeitig auf seinen Wunsch hin eingestellt worden waren, wurden im Juli 2021 zu den Vorwürfen befragt und im September 2021 entlassen. Die Untersuchung nannte Verstöße gegen die Ethik-Charta des Schweizer Sports und empfahl die Entlassung. Die Neue Zürcher Zeitung kritisierte die Untersuchung als einseitig.
Die Schweizer Politik reagierte mit Forderungen nach einer „Anlauf- und Meldestelle für Misshandlungen im Sport“.
Diese Meldestelle wurde Anfang 2022 eingerichtet und erhielt nach Angaben von Ernst König, Direktor der an die Meldestelle angegliederten Organisation Swiss Sport Integrity, „sechs bis sieben“ Meldungen pro Woche.

## Auswirkungen
Die Nationalkader-Gruppe in der Rhythmischen Gymnastik im Sportzentrum in Magglingen wurde 2021 aufgelöst. Damit stand der dort vorhandene (und demontierte) spezielle weich-federnde Unterboden nicht mehr zur Verfügung. Verschiedene Verletzungen der Sportlerinnen, vor allem Stressfrakturen der Mittelfußknochen, wurden mit „hartem Boden“ anderer Trainingseinrichtungen in Verbindung gebracht.